# 特鲁平狸藻
特鲁平狸藻（学名：Utricularia troupinii）为狸藻属似一年生小型陆生食虫植物。其种加词“troupinii”来源于比利时植物采集者特鲁平（Troupin）。特鲁平狸藻为布隆迪和卢旺达的特有种。其陆生于潮湿的草原或沼泽中，海拔分布范围为1900米至2500米。1964年，彼得·泰勒将该类群鉴定为威爾維茨狸藻（U. welwitschii）的一个变种。1971年，彼得·泰勒发表了特鲁平狸藻的描述。

## 外部連結
- 食虫植物照片搜寻引擎中特鲁平狸藻的照片 （页面存档备份，存于）

 维基共享资源上的相關多媒體資源：特鲁平狸藻
 維基物種上的相關：特鲁平狸藻